# USS Juneau (CL-52)
El USS Juneau (CL-52) fue un crucero ligero clase Atlanta de la Armada de los Estados Unidos que luchó en la Segunda Guerra Mundial. Fue hundido por el submarino japonés I-26 el 13 de noviembre de 1942.

## Historia
Fue puesto en grada el 27 de mayo de 1940 por el Federal Shipbuilding and Drydock Company en Kearny, Nueva Jersey. Fue botado el 25 de octubre de 1941. Y entró en servicio el 14 de febrero de 1942.
El 12 de noviembre de 1942, el Juneau arribó a la isla de Guadalcanal, para integrar una fuerza de 13 buques bajo el mando del contraalmirante Daniel J. Callaghan. Ese mismo día, la fuerza enfrentó una flotilla japonesa. A poco de comenzar a disparar, el Juneau recibió el impacto de un torpedo disparado por el destructor Murasame. El impacto convulsionó gravemente al crucero, el cual perdió su dirección y por poco no colisionó con el USS Helena.
El comandante emprendió la retirada y, al día siguiente, puso dirección a Espíritu Santo junto a los otros buques sobrevivientes. En esas horas, el submarino japonés I-26 lanzó tres torpedos contra la formación, de los cuales uno golpeó al Juneau en el medio de la banda de babor, cerca del impacto anterior. De acuerdo a la mayoría de los testimonios, el barco se hundió en cuestión de segundos.